# Argosari (Jabung)
Argosari is een bestuurslaag in het regentschap Malang van de provincie Oost-Java, Indonesië. Argosari telt 3828 inwoners (volkstelling 2010).